# الکس اسکولنیک
الکس اسکولنیک (انگلیسی: Alex Skolnick؛ زادهٔ ۲۹ سپتامبر ۱۹۶۸) گیتارنواز اهل ایالات متحده آمریکا است. وی از سال ۱۹۸۳ میلادی تاکنون مشغول فعالیت بوده است.